# Ліллі (Пенсільванія)
Ліллі (англ. Lilly) — місто (англ. borough) в США, в окрузі Кембрія штату Пенсільванія. Населення — 879 осіб (2020).

## Географія
Ліллі розташоване за координатами 40°25′28″ пн. ш. 78°37′12″ зх. д. / 40.42444° пн. ш. 78.62000° зх. д. (40.424388, -78.620100).  За даними Бюро перепису населення США в 2010 році місто мало площу 1,30 км², уся площа — суходіл.

## Демографія
Згідно з переписом 2010 року, у селищі мешкало 968 осіб у 407 домогосподарствах у складі 267 родин. Густота населення становила 743 особи/км².  Було 429 помешкань (329/км²).
Расовий склад населення:
| - 99,7 % — білих |

До двох чи більше рас належало 0,3 %. Частка іспаномовних становила 0,2 % від усіх жителів.
За віковим діапазоном населення розподілялося таким чином: 23,5 % — особи молодші 18 років, 58,3 % — особи у віці 18—64 років, 18,2 % — особи у віці 65 років та старші. Медіана віку мешканця становила 42,1 року. На 100 осіб жіночої статі у селищі припадало 91,7 чоловіків;  на 100 жінок у віці від 18 років та старших — 84,8 чоловіків також старших 18 років.
Середній дохід на одне домашнє господарство  становив 50 384 долари США (медіана — 43 477), а середній дохід на одну сім'ю — 57 303 долари (медіана — 47 639). Медіана доходів становила 39 167 доларів для чоловіків та 30 417 доларів для жінок. За межею бідності перебувало 15,4 % осіб, у тому числі 18,1 % дітей у віці до 18 років та 5,1 % осіб у віці 65 років та старших.
Цивільне працевлаштоване населення становило 354 особи. Основні галузі зайнятості: освіта, охорона здоров'я та соціальна допомога — 30,5 %, публічна адміністрація — 11,0 %, роздрібна торгівля — 8,8 %, мистецтво, розваги та відпочинок — 7,9 %.